# Santa-Boca Park
Santa-Boca Park är en park i Kanada.   Den ligger i Strathcona Regional District och provinsen British Columbia, i den sydvästra delen av landet, 3 800 km väster om huvudstaden Ottawa. Santa-Boca Park ligger 62 meter över havet. Den ligger på ön Nootka Island.
Terrängen runt Santa-Boca Park är huvudsakligen kuperad, men åt sydväst är den platt. Havet är nära Santa-Boca Park åt sydost.Trakten runt Santa-Boca Park är nära nog obefolkad, med mindre än två invånare per kvadratkilometer.. 